# 老師君主
《老師君主》（日语：センセイ君主）是幸田百子所著的日本少女漫畫，於《別冊瑪格麗特》2013年8月號至2017年7月號期間連載。改編電影於2018年8月1日上映，由濱邊美波和竹内涼真飾演男女主角。

## 登場人物

### 主要人物
- 弘光由貴：竹內涼真（香港配音：李安邦）
- 佐丸阿由葉：濱邊美波（香港配音：陳皓宜）

### 其他
- 澤田虎竹：佐藤大樹（香港配音：陳灝瑋）
- 中村葵：川榮李奈（香港配音：凌晞）
- 柴門秋香：新川優愛（香港配音：黃昕瑜）
- 詩乃：佐生雪（日语：佐生雪）（香港配音：葉曉欣）
- 夏穗：福本莉子（香港配音：成瑤孆）
- 中村葵的男友：矢本悠馬（香港配音：張方正）
- 北川景子（友情客串）（香港配音：劉惠雲）
- 山田裕貴（友情客串）

## 外部連結
- 漫畫官方網站 （页面存档备份，存于）（日語）
- 電影的X（前Twitter）（日語）